# Austin Butler (basketballer)
Austin Butler (Latrobe, 13 januari 1999) is een Amerikaans basketballer.

## Carrière
Butler speelde collegebasketbal voor de Holy Cross Crusaders van 2017 tot 2021. In 2021 maakte hij de overstap naar de Charlotte 49ers waar hij nog een seizoen speelde. In de NBA Draft van 2022 werd hij niet gekozen. Hij speelde zijn eerste profseizoen bij de Finse eersteklasser Kouvot. In de zomer van 2023 maakte hij de overstap naar Spirou Charleroi, waar hij speelde tot in januari 2024. Hij verliet de ploeg om persoonlijke redenen en werd vervangen door David Collins.